# Suaeda spicata
Suaeda spicata är en amarantväxtart som först beskrevs av Carl Ludwig von Willdenow, och fick sitt nu gällande namn av Horace Bénédict Alfred Moquin-Tandon. Suaeda spicata ingår i släktet saltörter, och familjen amarantväxter. Inga underarter finns listade i Catalogue of Life.